# Bertrand de Mun
Pour les articles homonymes, voir Mun.
Jean Marie Bertrand, comte, puis 5e marquis de Mun, né à Versailles (Seine-et-Oise) le 26 janvier 1870, mort à Paris 8e le 9 mars 1963, fut un homme d'affaires et un homme politique français.

## Biographie

### Vins de Champagne
Fils aîné du comte Albert de Mun, de l'Académie française, député de 1876 à 1914, père du Catholicisme social avec Léon Harmel, mort à Bordeaux en octobre 1914, Bertrand de Mun fut nommé officier de dragons en 1892, à sa sortie de Saint-Cyr (1890-1892, promotion de Cronstadt). Mais ayant épousé cinq ans plus tard (Reims, 1897) Céline Adrienne Barbe Marcelle Werlé (1877-1945), fille d'Alfred Werlé, comte romain et consul de Russie et petite-fille par sa mère, Mathilde de Montebello, du maréchal Lannes, il démissionna de l'armée en 1898 et se fixa à Reims.

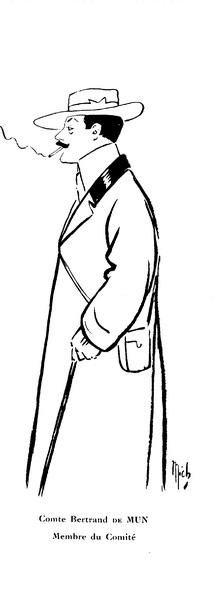
Caricature de Bertrand de Mun (1870-1963), par Mich (1910)

En 1907, assisté du prince Jean Riquet de Caraman-Chimay, il remplaça son beau-père, le comte Alfred Werlé, (dont le père Édouard était l’associé de la célèbre Veuve et ancien maire de Reims), propriétaire d'importants vignobles, à la direction de la maison Clicquot-Ponsardin, célèbre affaire de vins de champagne à Reims. Il dirigea cette maison jusqu'en 1951. Très intéressé aux questions économiques il devint, dès 1904, secrétaire général du syndicat du commerce des vins de champagne, qu'il présida à partir de 1911, puis membre de la Chambre de commerce de Reims (1829-1840) et président de l'association viticole champenoise.
Après la Première Guerre mondiale, il fut le créateur et le secrétaire général de la commission d'exportation des vins de France (Fédération nationale des Exportateurs des grands Vins et Spiritueux de France : FEVS) et le président du comité international des vins, spiritueux et liqueurs.

### Chambre des députésetGrande Guerre
Ses brillantes qualités personnelles, tout autant que son appartenance à deux familles illustres - l'une dans la politique l'autre dans le grand négoce - lui ouvrirent naturellement le chemin de la députation après lui avoir valu son entrée au conseil municipal de Reims, capitale du champagne. Élu d'extrême justesse dans la 1re circonscription de Reims, le 10 mai 1914, au second tour, en recueillant 7 177 voix contre 7 153 à Adrien Pozzi, député sortant, sur 14 532 votants, il s'inscrivit au groupe de l'Action libérale et devint membre des commissions des douanes et de la législation fiscale.
Mais la Grande Guerre éclata bientôt et il partit à la mobilisation comme capitaine de cavalerie dans l'Est où il commanda un escadron de dragons.
Il reçut la Croix de guerre 1914-1918.

### Entre-deux-guerres
Revenu à la Chambre des députés, il siégea naturellement à la commission des régions libérées et ses principales préoccupations furent de perpétuer le souvenir de cette grande tragédie, et surtout d'essayer d'en atténuer les ravages. An nom de cette commission, il déposa un rapport sur la proposition de loi, adoptée par le Sénat, tendant à laisser en l'état actuel un groupe de ruines des régions dévastées afin d'y organiser le culte du souvenir par des caravanes scolaires.
Il prit part à la discussion de projets ou de propositions de loi : sur les réparations à accorder aux victimes civiles de la guerre ; sur la réparation des dommages causés par les faits de la guerre ; portant ouverture de crédits pour la protection des monuments historiques endommagés par faits de guerre ; portant création d'un office de reconstruction des immeubles détruits par faits de guerre (1919). La même année - la vie reprenant le pas sur la mort - il participe enfin à la discussion d'une proposition de loi concernant la protection des appellations d'origine.
Accordant la priorité à la remise en marche de la maison Clicquot-Ponsardin, dans une ville aux trois quarts détruite, il ne se représenta pas aux élections législatives de 1919. Mais le démon de la politique le reprit très vite.
Au scrutin de liste avec représentation proportionnelle, il reconquit son siège le 11 mai 1924, à la tête de la liste d'alliance républicaine, avec 30 018 voix sur 86 595 suffrages exprimés. Inscrit pour cette législature au groupe de l'Union républicaine démocratique, il siégea aux commissions des douanes et conventions commerciales et des boissons. On l'entendit dans la discussion d'un projet de loi relatif à l'amnistie en 1924 ; de propositions de loi portant modification au tarif des douanes - en ce qui concerne les bouchons de liège- en 1928.
Curieux retour des choses : le 29 avril 1928, le scrutin uninominal ayant été rétabli, il fut à son tour battu de peu au second tour, n'obtenant que 8 589 voix contre 8 736 à Poittevin, également député sortant sur la liste de l'union des gauches.
Les services qu’il rendit à l’intérêt général furent reconnus par les insignes de Commandeur de la Légion d'honneur.
Pendant l'occupation, en 1941, alors âgé de 71 ans, Bertrand de Mun est arrêté et pris en otage par les Allemands. Transféré à la prison de Fresnes, il y subit deux semaines d'internement.

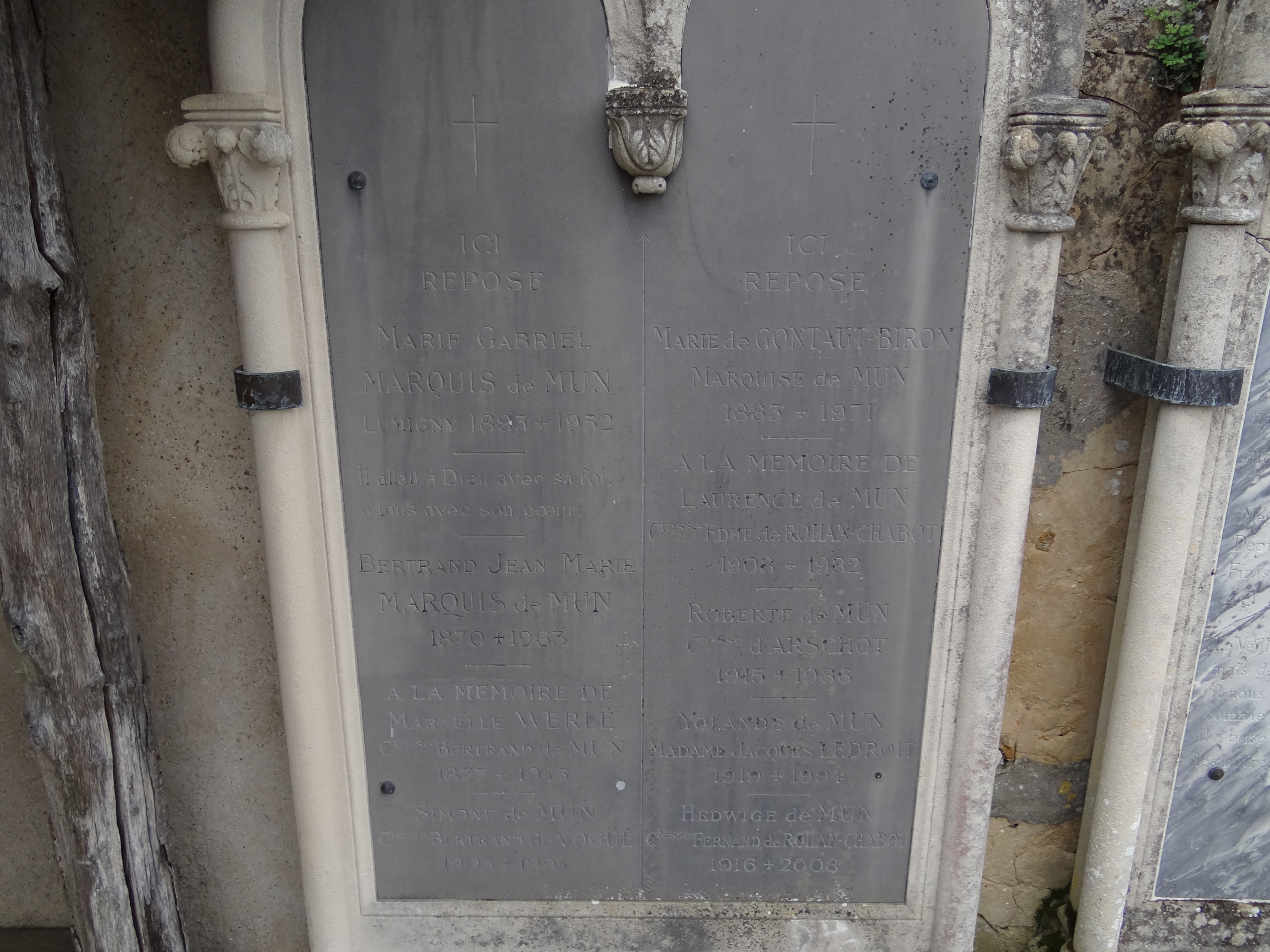
La tombe de Bertrand de Mun dans l'enclos familial au cimetière de Lumigny à Lumigny-Nesles-Ormeaux (Seine-et-Marne).

## Distinctions
- Commandeur de la Légion d'honneur[1]
- Croix de guerre 1914–1918, palme de bronze« De Mun (Bertrand-Jean), capitaine à l'état-major d'une armée: venu au front sur sa demande et employé comme officier de liaison dans un secteur difficile, s'est affirmé dès ses premières missions par son calme courage, la sagacité de ses observations, sa vue claire des situations et l'intelligence de ses comptes rendus. A rendu à diverses reprises des services éminents en signalant avec tact et une parfaite justesse d'appréciation les points sur lesquels devait se porter l'attention du commandement. »— citation à l'ordre de l'armée[2]